# Buchenzweig
Der Buchenzweig ist in der Heraldik eine gemeine Figur und wird als kleiner Ast mit versetzt angeordneten Blättern, einschließlich des Blatts an der Zweigspitze, im Wappen dargestellt.
Das Buchenzweig ist nur ein Teil der Pflanze, der neben dem Baum, dem Buchenblatt oder der Frucht Buchel als Wappenfigur verwendet wird.
Die gemeine Figur Buchenzweig ist im Schild oder Feld als Hauptrichtung mit dem Stielende in Richtung des Schildfußes zeigend. Andere Stellungen des Zweiges sind in der Wappenbeschreibung zu erwähnen. Zum Beispiel schräg, linksschräg oder balkenweis (waagerecht rechts oder links liegend) ist als Abweichung zu melden. Am Buchenzweig können auch farbig hervorgehobene Fruchtbecher mit und ohne Bucheckern (Buchel) sein. Es sind auch geschlossene oder geöffnete Fruchtstände möglich. Die Blattanzahl ist bei der Beschreibung von wesentlicher Bedeutung.

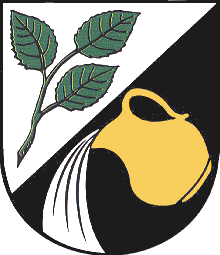
Dreiblättriger Buchenzweig im Wappen von Vollenborn
Fünfblättriger Buchenzweig für Buchholz in der Nordheide
Ein silberner Buchenzweig mit drei Blättern, bewinkelt von zwei goldenen Bucheckern an silbernen Stielen im Wappen von Buch am Buchrain
Wappen von Bokelrehm mit grünem Buchenzweig, zwei Blättern und einer roten Buchel
Bukowetz
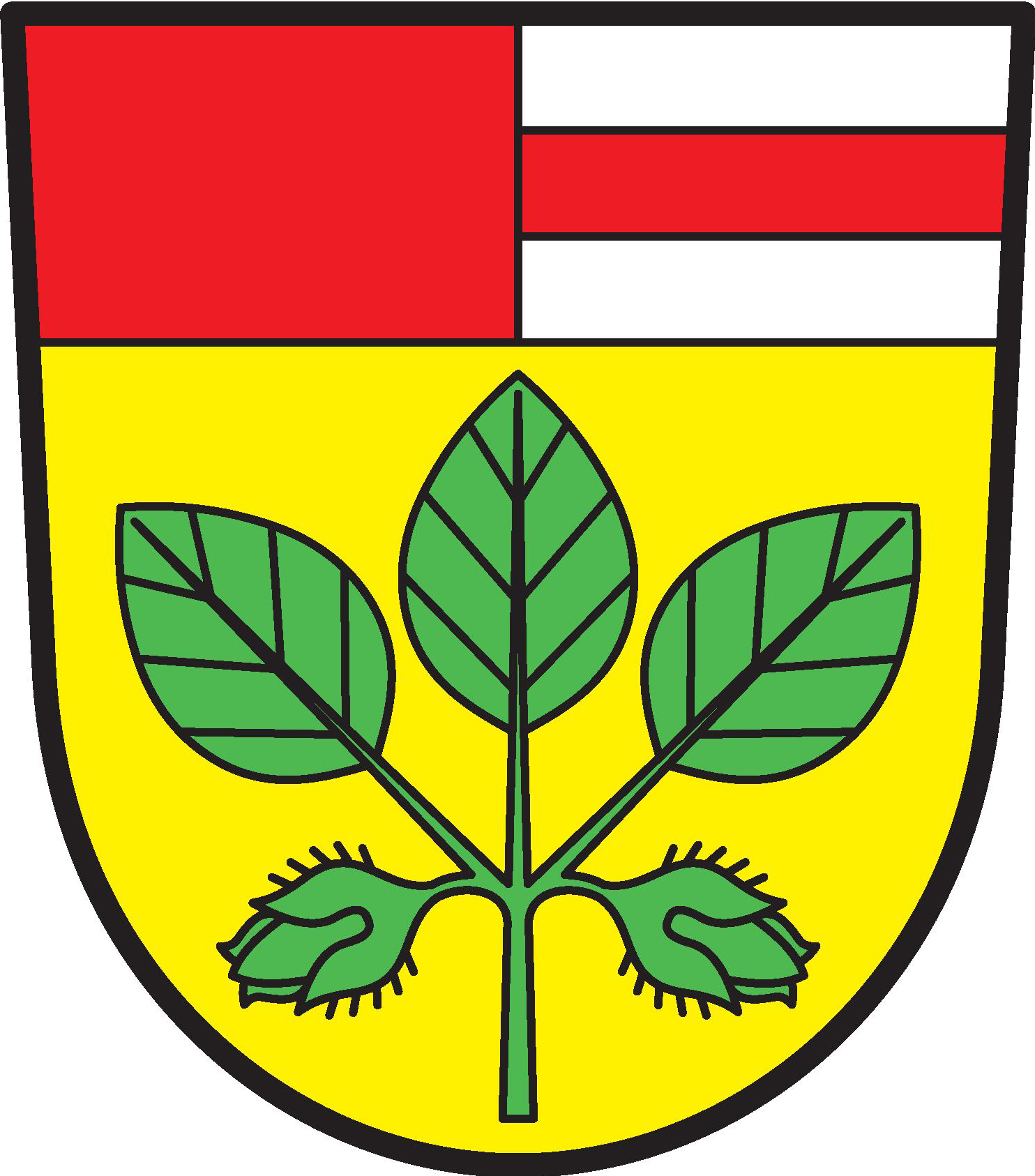
Mogolzen